# Capellán de las Rocas
El capellán de las Rocas (Capellà de les Roques en valenciano) es un sacerdote católico que participa en la Fiesta del Corpus Christi de Valencia.
Su función principal es invitar a participar en la procesión del Corpus durante la cabalgata del Convite. En la cabalgata, que se celebra a las 12 del mediodía del domingo del Corpus, sale tras las banderolas, los gigantes y los cabezudos o nanos. Va montado a caballo o en una mula. Cuando la fiesta se celebraba el jueves, el convite se hacía el mediodía de la víspera, hasta 1990, cuando la fiesta del Corpus se pasó a celebrar en domingo.
Hasta el siglo XIX formaba parte del clero secular y tenía residencia de forma gratuita en la Casa de las Rocas, hasta que el cargo pasó a los frailes de la Orden de los predicadores. También era el encargado de supervisar y dirigir las obras que se realizaron en la casa y de supervisar los ensayos de los misterios, actos sacramentales y danzas que se llevaban a cabo.
El capellán de las Rocas forma parte también del lenguaje popular valenciano. Aparece en las expresiones conéixer més gent que el capellà de les Roques, o saludar més gent que el capellà de les Roques, para hacer ver que es una persona que conoce mucha gente o muy saludadora. También la expresión pareix el capellà de les Roques hace referencia a una persona que saluda mucho por analogía al saludo que va haciendo con el sombrero durante la cabalgata del convite.
En 1800, el fraile cartujo Tarín y Juaneda ya hacía una descripción de la cabalgata y situaba el Capellán de las Rocas siguiendo a los timbales y clarines de la ciudad. Iba vestido de hábito talar, y montando un caballo envejecido y cubierto con terciopelo negro. El cura saludaba a su paso con su sombrero. Le seguían las danzas y misterios.
En la Relación de la Procesión del Corpus, publicada en 1857, se indicaba que a las once de la mañana salía el cura, que formaba parte del cuerpo municipal, de la Casa de las Rocas, montado a caballo con gualdrapas de terciopelo negro, con las armas de la ciudad bordadas con oro en las puntas, y acompañado de un piquete de caballería y dos palafreneros. Seguido de las danzas y comparsas se dirigía al palacio municipal.